# Pescada à poveira
A Pescada à Poveira é um prato tradicional da Póvoa de Varzim em Portugal.

## Confecção
A pescada à poveira é um cozido, cujos ingredientes principais são, para além do peixe que dá o nome ao prato, batatas, ovos, cenoura e um "molho fervido" de azeite, cebola, salsa e colorau ou cebola e tomate. Em alternativa ao azeite pode também ser usado óleo alimentar. Podem ser adicionadas couve portuguesa, grelos, ou feijão verde.

## Consumo
Uma forma popular de comer este prato, tornando-o mais saboroso, é usar os talheres para partir os ovos e as batatas em pequenos pedaços, retirar o peixe das espinhas, misturando tudo, e posteriormente regar com o molho fervido.
É, tipicamente, servida com vinho verde tinto.